# Recepta original de KFC
La recepta original de KFC és una barreja secreta d'ingredients que la cadena de restaurants de menjar ràpid KFC utilitza per produir pollastre fregit.

## Història
A la fi dels anys trenta, la benzinera de Harland Sanders , Kentucky, era tan coneguda pel seu pollastre fregit, que Sanders va decidir eliminar les bombes de gasolina i construir un restaurant i un motel al seu emplaçament. Mentre perfeccionava la seva recepta secreta amb 11 herbes i espècies, Sanders va trobar que el pollastre fregit a la paella era massa lent, requerint 30 minuts per comanda. El fregit per immersió requeria la meitat del temps, però produïa un pollastre sec i desigual. El 1939 va comprovar que utilitzar una fregidora a pressió produïa un pollastre més saborós i sucós en vuit o nou minuts. I el juliol de 1940, Sanders va finalitzar la que va ser coneguda com la seva Recepta original.
Després que Sanders comencés a crear franquícies de pollastre fregit amb la marca Kentucky Fried Chicken, la companyia va decidir enviar les espècies ja barrejades als restaurants per preservar el secret de la recepta. Únicament va admetre l'ús de sal i pebre a la recepta i va afirmar que els ingredients "estan a la prestatgeria de tothom".
Sanders originalment utilitzava oli vegetal per fregir pollastre. I el 1993, per raons d'economia, molts punts de venda KFC van optar però per utilitzar una barreja d'oli de palma i oli de soja. Al Japó, l'oli utilitzat és principalment l'oli de cotó i de blat de moro més car, ja que KFC Japan considera que això ofereix una qualitat de gust superior.

## Repercussió
La recepta original de Sanders d'"11 herbes i espècies" és un dels secrets comercials més famosos del sector de la restauració. El franquiciat Dave Thomas, més conegut com el fundador de Wendy's, va argumentar que el concepte de la recepta secreta va tenir èxit perquè "tothom vol ser en un secret" i l'expropietari de KFC John Y. Brown, Jr., ho va anomenar "un brillant pla de màrqueting". El New York Times va descriure la recepta com un dels actius més valuosos de la companyia. La recepta no està patentada, ja que les patents es publiquen amb detall i venen amb una data de caducitat, mentre que els secrets comercials poden mantenir la propietat intel·lectual dels seus titulars a perpetuïtat.
KFC utilitza la seva Recepta original com a mitjà per diferenciar el producte dels seus competidors. El primer franquiciat Pete Harman va acreditar la popularitat de la cadena a la recepta i al producte, i John Y. Brown cità el producte "increïblement saborós, gairebé addictiu" com a base del poder que mantenia KFC. D'altra banda, Allen Adamson, director general de la consultoria de marca Landor, no es va arribar a convèncer sobre la contribució de l'aspecte de la fórmula secreta. Ell argumentà que: "La història pot ser que encara formi part del folklore d'aquestes empreses, però m'estranyaria que més d'un 2 per cent comprin la marca per la recepta secreta original d'aquesta".
En referència a la recepta original, el compte oficial de Twitter de KFC segueix tan sols altres onze comptes: Sis personatges públics (que van de la política a l'esport) i que porten per nom Herb, així com les cinc membres de les Spice Girls.

## Recepta
Una còpia de la recepta, signada per Sanders, es conserva dins d'una volta a la seu de Louisville de KFC, juntament amb onze ampolles que contenen les herbes i les espècies. Per mantenir el secret de la recepta, la meitat és produïda per Griffith Laboratories abans que es doni a McCormick, que afegeix la segona meitat.
El 1983, William Poundstone va realitzar investigacions de laboratori sobre la barreja de recobriment, tal com es descriu al seu llibre Big Secrets, i va afirmar que una mostra que va examinar només contenia farina, sal, glutamat monosòdic i pebre negre. KFC manté que encara segueix la recepta original de Sanders de 1940. Al programa de televisió de Todd Wilbur Top Secret Recipe, l'exsecretària del coronel, Shirley Topmiller, va revelar que Sanders va saber de la seva mare que la sàlvia i la sajolida són bons condiments per al pollastre. Així mateix, Winston Shelton, antic amic del coronel, va dir que la recepta secreta conté pebre negre de Thalassery.
Es té constància que Harland Sanders va demanar a Bill Summers de Marion-Kay Spices a Brownstown, Indiana, EUA, que recreés la seva barreja secreta d'11 herbes i espècies. En vida, Sanders va recomanar la condimentació Marion-Kay als franquiciats en comptes de la versió corporativa, ja que creia que la recepta original que havien estat utilitzant les franquícies havia quedat per sota d'aquesta altra marca. El 1982, després de la mort de Sanders, KFC va presentar una demanda contra Marion-Kay i aquesta marca ja no va poder vendre més la seva barreja a les franquícies KFC. El condiment Marion-Kay encara es ven amb el nom de "99-X" i, segons el biògraf de Sanders, Josh Ozersky, no es distingeix de la recepta original de KFC.
L'agost de 2016, la Chicago Tribune va informar que Joe Ledington, de Kentucky, un nebot per matrimoni del coronel Sanders, havia afirmat haver trobat una còpia de la recepta de pollastre fregit original de KFC en un tros de paper escrit en un sobre d'un llibre de retalls. Els empleats de Tribune van realitzar una prova de cuina d'aquesta recepta, que va requerir diversos intents fins a encertar. Havien de determinar si "Ts" significava cullerades o culleradetes, i aviat van concloure que la interpretació correcta era de cullerades. Després d'alguns assajos i errors, van decidir que el pollastre s'havia de remullar amb llet de mantega i recobrir-lo una sola vegada amb l'arrebossat de pa, i després s'havia de fregir amb oli a 350 graus Fahrenheit en una fregidora a pressió fins que estigués daurat. Com que la fregidora a pressió era massa gran, s'utilitzava alternativament una fregidora profunda per substituir la fregidora a pressió. També van afirmar que amb l'addició de MSG com a potenciador del sabor, podrien produir pollastre fregit que tingués un sabor "indistingible" del pollastre fregit que havien comprat a KFC.
La recepta que trobà Joe Ledington deia el següent: 
Barregeu les 11 espècies amb 2 tasses de farina blanca
1. cullerada de sal
2. cullerada de farigola
3. cullerada d'alfàbrega
4. cullerada d'orenga
5. 1 cullerada de sal d'api
6. 1 cullerada de pebre negre
7. 1 cullerada de mostassa seca
8. 4 cullerades de pebre vermell
9. 2 cullerades d'sal d'all
10. 1 cullerada de gingebre molt
11. 3 cullerades de pebre blanc

Ledington va manifestar la seva incertesa que la recepta fos la recepta original, però se sap que en el passat havia ajudat a preparar i barrejar la recepta original del coronel Sanders quan era un nen jove i que recordava que el pebre blanc era un ingredient principal.